# Morena
Morena je razrdrobljeni kameni materijal nastao djelovanjem ledenjaka. Posebice se odnosi na krhotine stijena koje ledenjaci prenose svojim kretanjem.
Mogu biti površinske, unutrašnje, temeljne, bočne, čelne, središnje i završne.
Ovaj izraz izvorno je rabilo stanovništvo s područja Chamonixa za označavanje naslage stijena koje su stvorili ledenjaci. U znanstvenoj literaturi taj je naziv uveo 1799. glaciolog Horace Benedict de Saussure.